# Schwickershausen
Schwickershausen este o comună din landul Turingia, Germania.